# Kringla

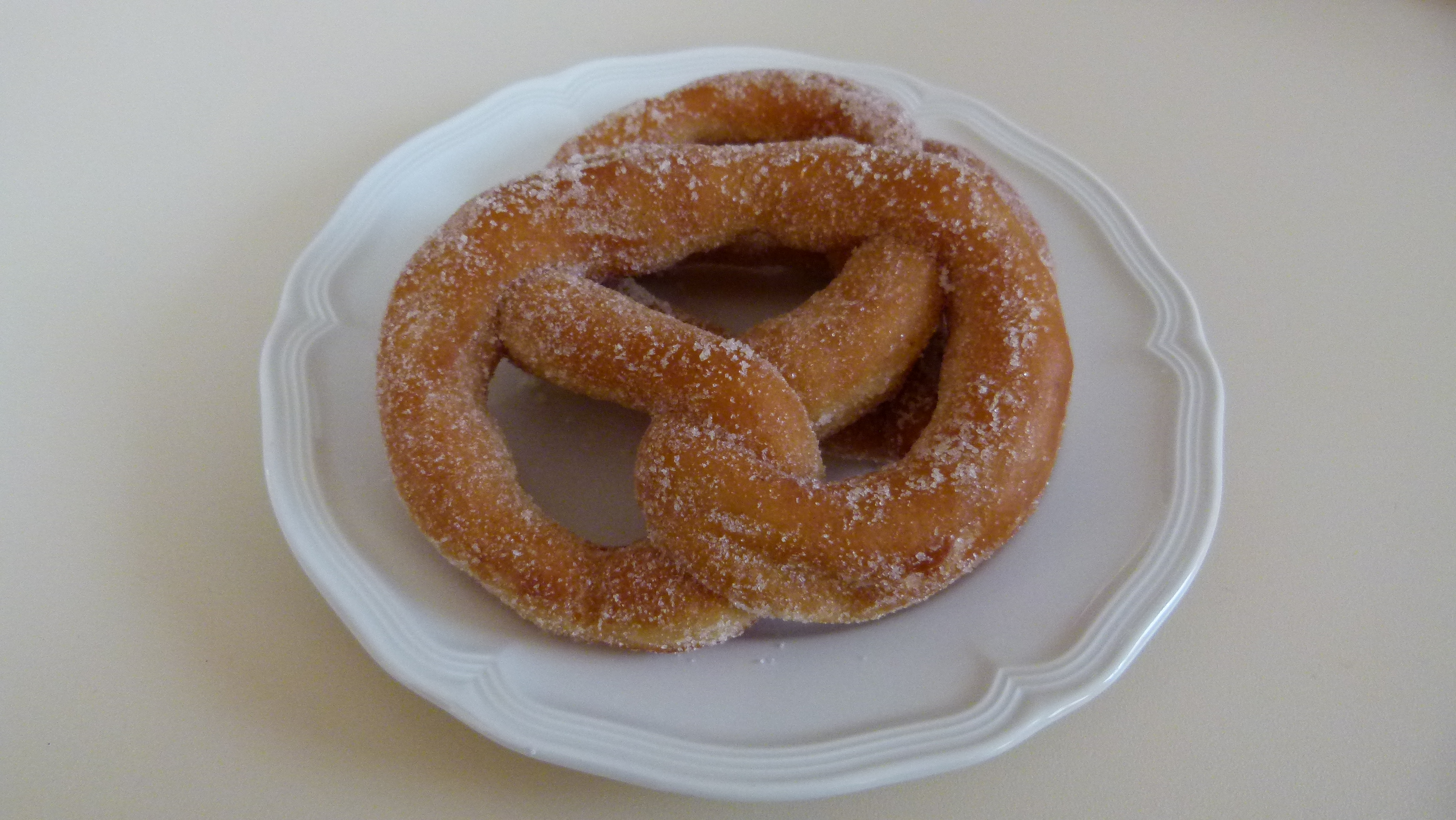
Söt kringla från Dresden i Tyskland

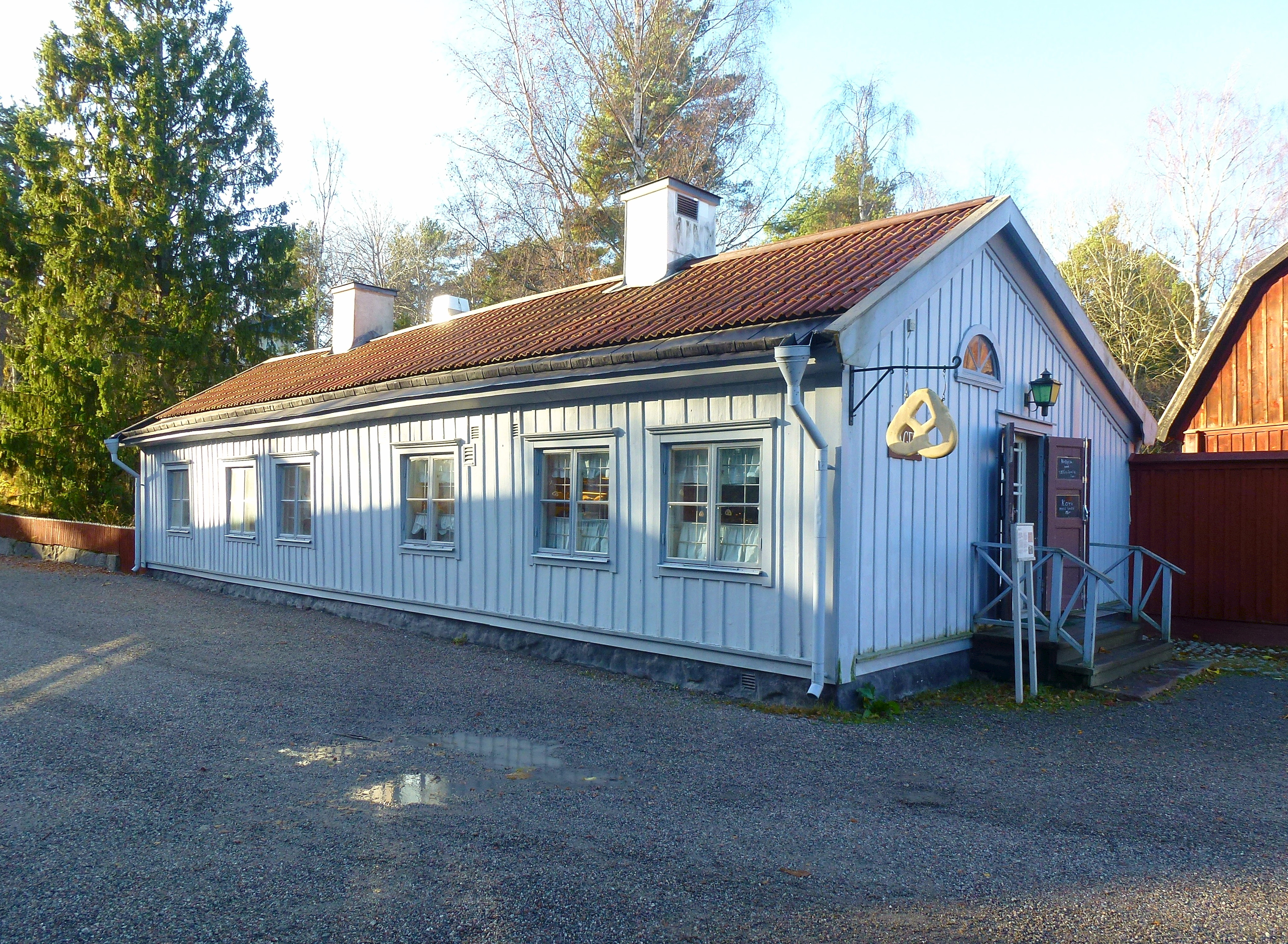
Bageri på Torekällberget i Södertälje med kringla utanför. I staden bakas Södertäljekringlor

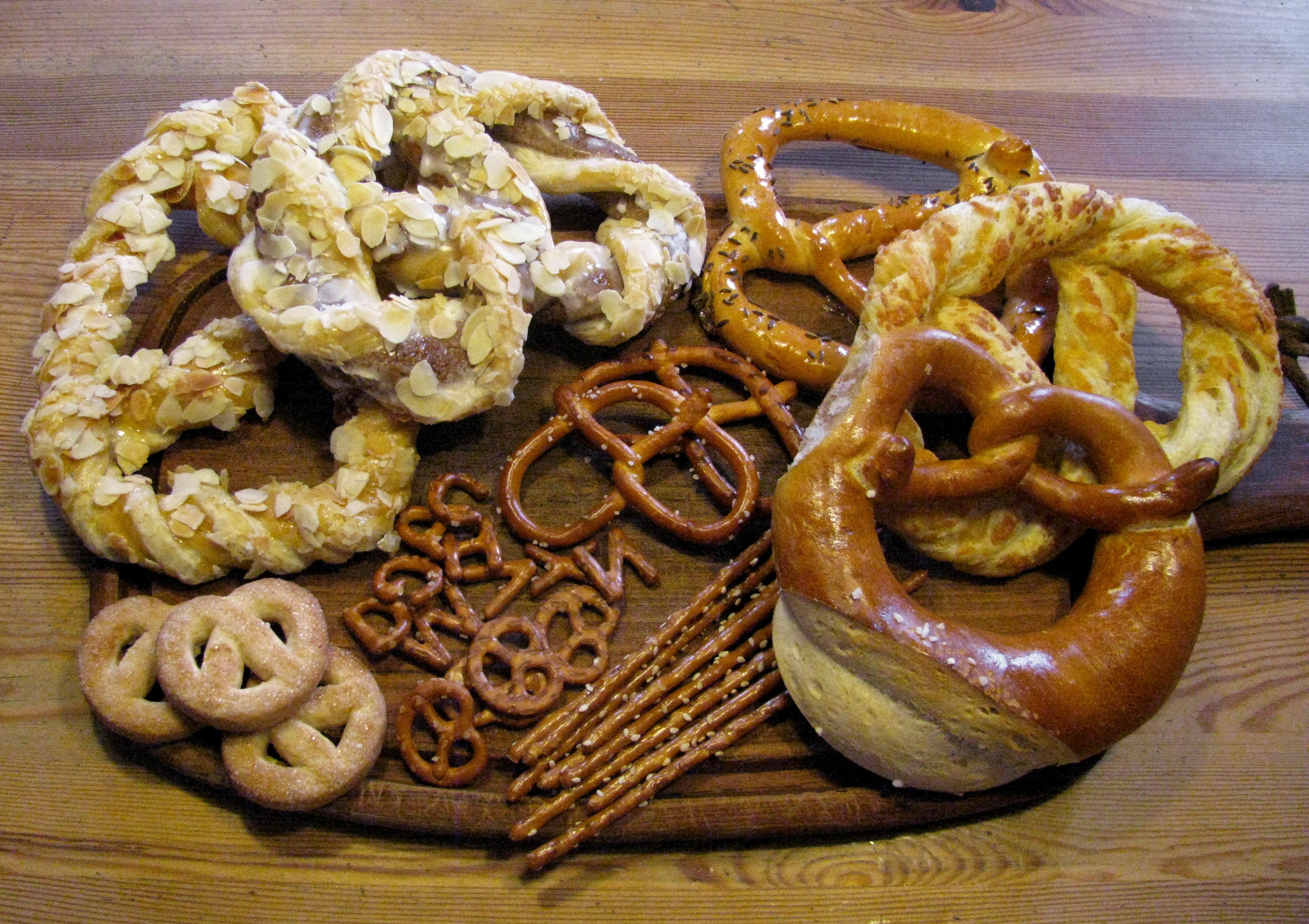
Ett urval av såväl salta som söta kringlor

Kringla är ett bakverk. De kan vara såväl söta och ätas som kaffebröd, eller salta och intas som tilltugg.

## Varianter
Den salta kringlan är populär i Centraleuropa. På tyska benämns en sådan Brezel. En variant av tyska Brezel är Laugenbretzel som bakas av vetemjöl, malt, salt, jäst och vatten. En Laugenbrezel beströs ofta med grova saltkorn eller med kummin. I många länder har kringlan blivit symbolen för ett bageri.
Kringlor kan också bakas söta, med mjölk, ägg, smör, socker, vetemjöl och jäst. Södertäljekringlan från Södertälje är ett exempel på den typen av bakverk.

## Ursprung och betydelse
En klassisk kringla föreställer korslagda armar. Det var vanligt att man bad på det viset under medeltiden. Det berättas om att det var en italiensk munk som skapade bakverket på 600-talet, att kringlorna symboliserade hans elever under bönestunden och att eleverna fick kringlorna som belöning. Kringlan fick där namnet "pretiolas", som betyder "liten belöning". I resten av Europa sågs kringlan som en symbol för tur, långt liv och framgång.